# Dersou Ouzala (livre)
Pour les articles homonymes, voir Dersou Ouzala.
Dersou Ouzala (titre original russe : Дерсу Узала) est un récit autobiographique publié en 1921, écrit par Vladimir Arseniev, officier de l'Armée impériale russe et explorateur du bassin de l'Oussouri en Extrême-Orient russe. Arseniev reprend ses journaux de marche et romance ses rencontres avec les autochtones sibériens, sous la forme d'une amitié forte avec un chasseur golde, Dersou Ouzala (en). Trois livres distincts composent une trilogie sur Dersou Ouzala.

## Synopsis

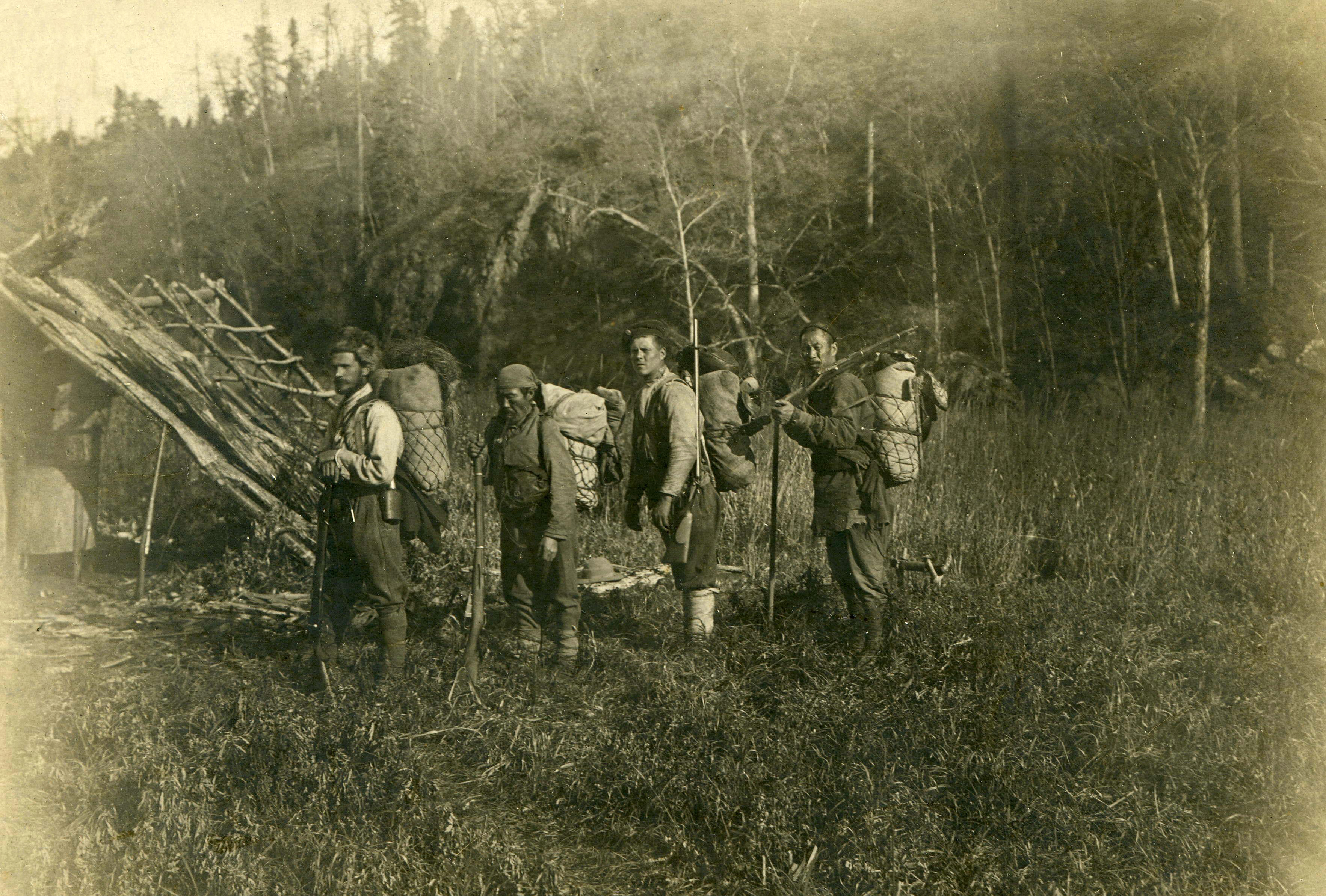
À gauche : Vladimir Arseniev et Dersou Ouzala lors d'une mission d'exploration en 1907

En Asie orientale du début du XXe siècle, une profonde amitié unit un vieil « homme des bois », trappeur autochtone, et un officier russe. Elle s'est développée au cours des missions d'explorations de ce dernier.
Dersou Ouzala est un chasseur oussurien de la tribu nanaï (appelée auparavant « golde », comme dans le livre). Né en 1849 et mort en 1908, il a servi de guide à Arseniev et à sa patrouille de 1902 à 1907. C'est par hasard qu'il fait la connaissance d'Arseniev, jeune capitaine de trente ans (Dersou a 53 ans en 1902), en le sauvant, lui et ses hommes, de la faim et du froid grâce à sa grande expérience des milieux hostiles. Arseniev prend de nombreuses photos de Dersou.

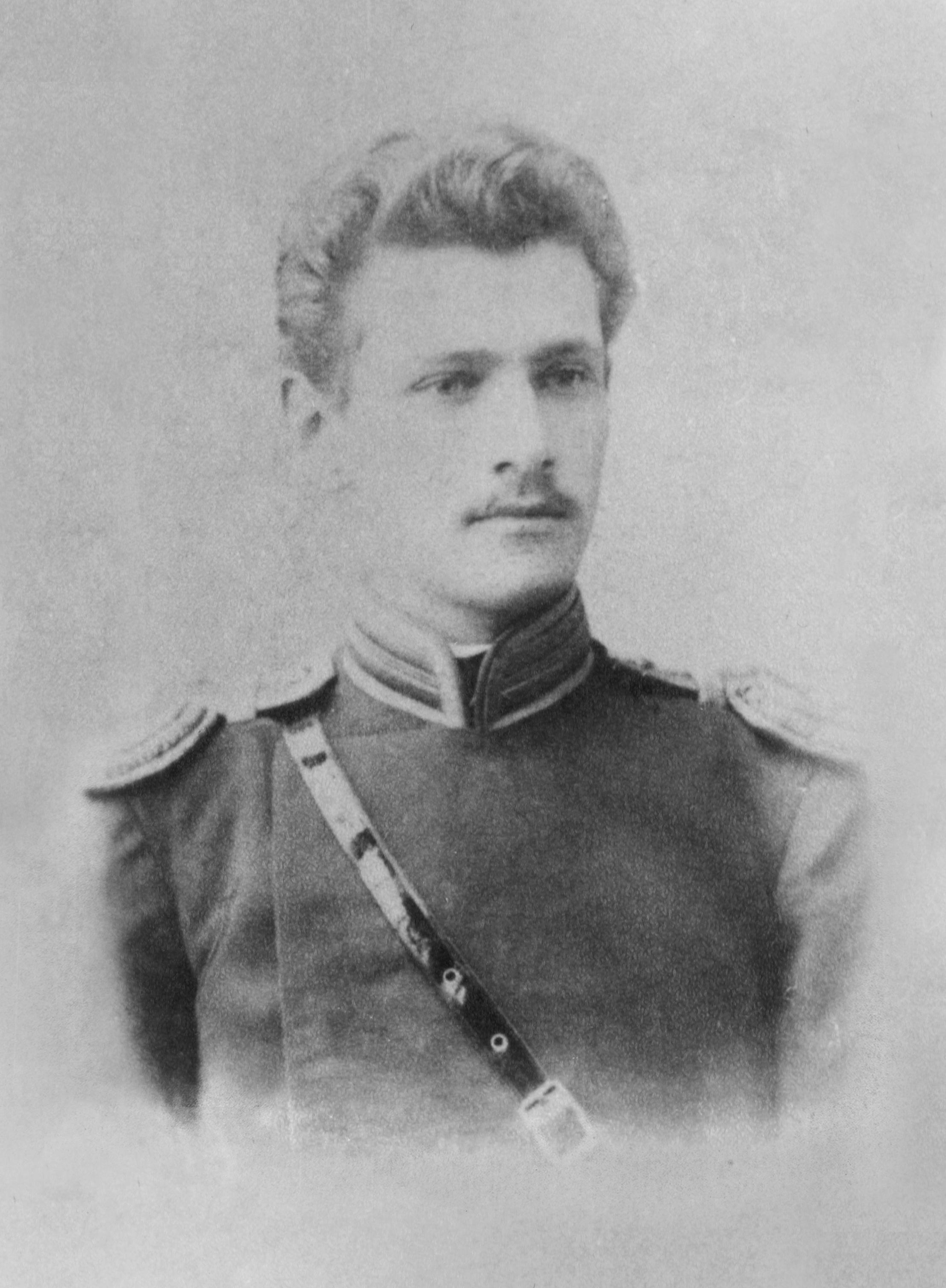
Vladimir Arseniev en 1900, alors sous-lieutenant et futur auteur.

Vladimir Arseniev le décrit comme un homme remarquable, un animiste qui considère que les animaux, les plantes et les éléments naturels sont les égaux de l'homme. 

« C’est l’homme principal, riposta le Gold en montrant le soleil.  S’il périssait, tout périrait autour…/… Le feu et l’eau sont aussi des hommes puissants. S’ils disparaissaient, ce serait la fin de tout »

— 
En 1907, Arseniev invite Dersou à vivre chez lui, dans sa maison de Khabarovsk (en Sibérie) car la vue de Dersou a baissé et l'empêche de continuer ses activités de trappeur et de chasseur. Dersou découvre qu'il n'est pas permis de couper du bois ou de construire une hutte ou un feu dans le parc de la ville, ni de tirer dans les limites de la ville. 
Au printemps de 1908, Dersou demande à Arseniev la permission de retourner dans la forêt, dans la région du Kraï du Primorie. En guise de cadeau d'adieu, Arseniev lui offre son nouveau fusil, le tout dernier modèle. Peu de temps après, Dersou est assassiné. L'on a émis la supposition que son meurtrier s'en était pris à lui pour lui voler son fusil, car l'arme n'a pas été retrouvée près du corps. Selon le livre d'Arseniev, Dersou a été tué près de la ville de Korfovskiy et est enterré dans la taïga, dans une tombe anonyme.

## Adaptations au cinéma
- 1961 : Dersu Uzala, adaptation soviétique par le réalisateur arménien Agassi Babaïan (en) ;
- 1975 : Dersou Ouzala, film russo-japonais réalisé par Akira Kurosawa, adaptation la plus célèbre. Le film remporte l'Oscar 1976 du meilleur film étranger.

## Trilogie Dersou Ouzala
Vladimir Arseniev a écrit trois livres sur ses explorations en compagnie de Dersou Ouzala ; ils constituent une trilogie :
- 1921 : La Taïga de l'Oussouri - Mes expéditions avec le chasseur gold Derzou (По Уссурийскому Краю), 1er livre de la trilogie Première publication en France en 1939[2] - Traduit du russe par le prince Pierre P. Wolkonsky ; Paris : Éditions Payot, 313 p.

- 1923 : Dersou Ouzala : la Taïga de l'Oussouri (Дерсу Узала Из воспоминаний о путешествиях по Уссурийскому краю в 1907 г. Владивосток) Première publication en France en 1977, traduit par Pierre P. Wolkonsky, Paris : Éditions Pygmalion, 313 p. Réédition en 2007 (réédition de l'ouvrage de 1939), présentation, glossaire, bibliographie et cartographie par Michel Jan, Paris : Éditions Payot & Rivages, collection : Petite bibliothèque Payot : voyageurs no 624, 395 p.  (ISBN 978-2-228-90177-2). Réédition en 2021, traduction du texte intégral russe et édité par Yves Gauthier ; éditions Transboréal ; 761 p.  (ISBN 978-2-36157-304-1).

- 1937 : Aux confins de l'Amour (В горах Сихотэ-Алиня), œuvre posthume, troisième livre de la trilogie Première publication en France 1994[3], traduit par Antoine Garcia et Yves Gauthier ; Arles : Actes Sud, collection : Terres d'aventure, 231 p.  (ISBN 2-7427-0230-X).

## Hommage
Deux monuments ont été érigés en Russie en mémoire de Dersou Ouzala : l'un sur sa tombe, à Korfovsky, l'autre dans la ville d'Arseniev où figure également la statue de son ami Vladimir Arseniev.

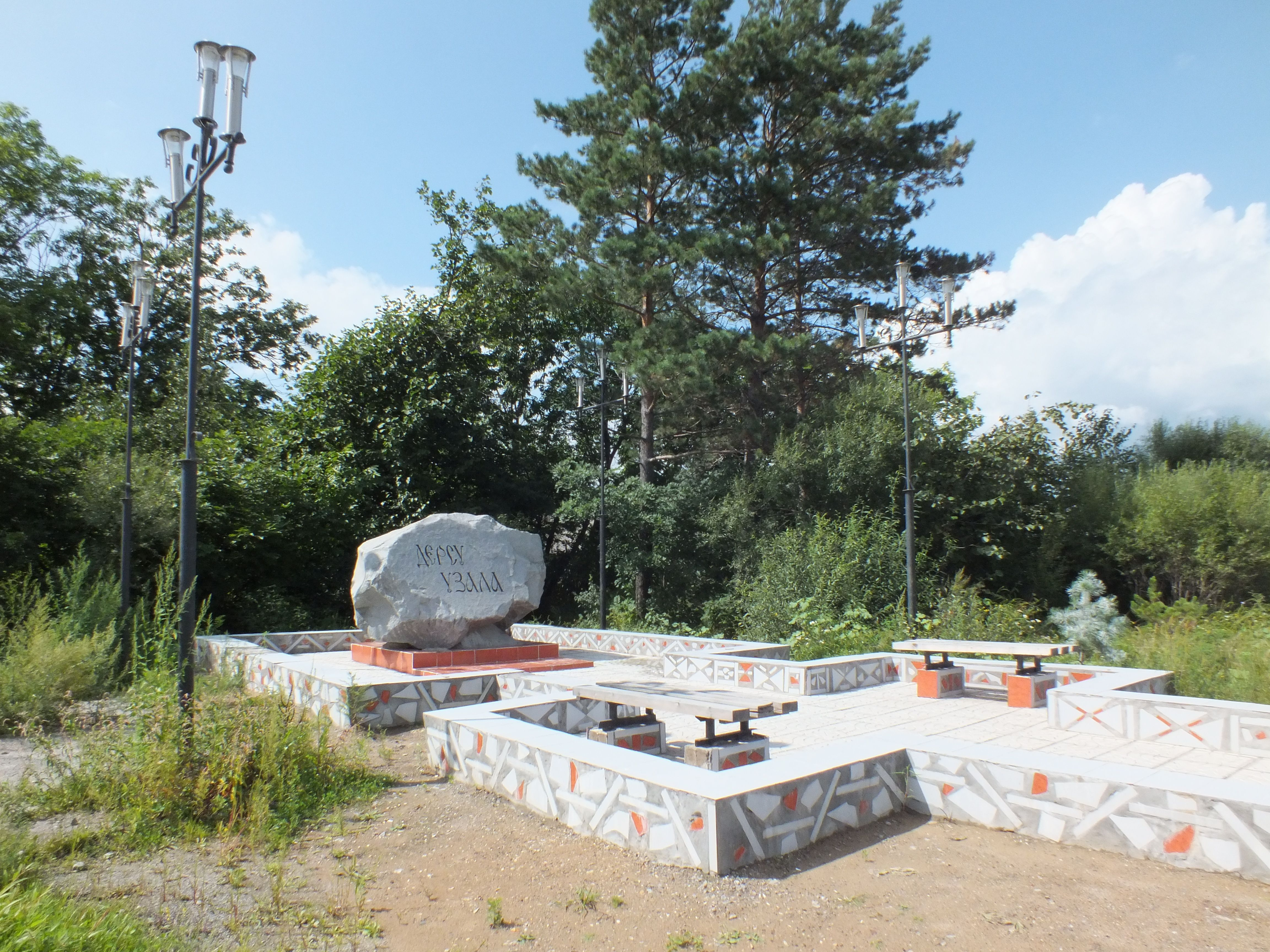
Sculpture sur la tombe de Dersou Ouzala à Korfovsky (Sibérie)
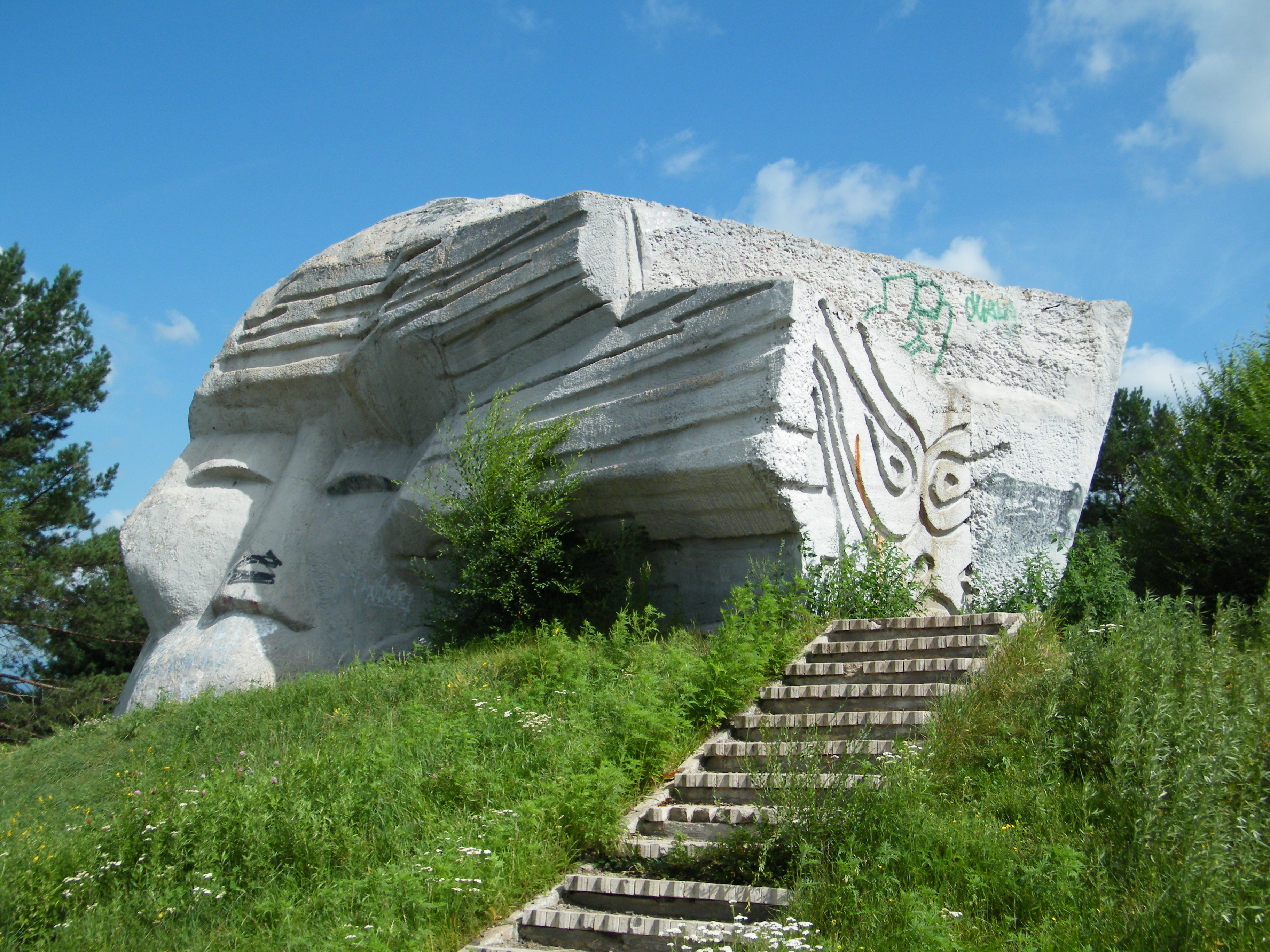
Monument à Dersou Ouzala à Arseniev

## Sources
- Bibliothèque nationale de France (pour les éditions françaises)

- (ru)/(en)/(en) Cet article est partiellement ou en totalité issu des articles intitulés en russe « Дерсу Узала » (voir la liste des auteurs), en anglais « Dersu Uzala » (voir la liste des auteurs) et en anglais « Dersu Uzala (book) » (voir la liste des auteurs).